# Левоневский, Владимир Валерьевич
Владимир Валерьевич Левоне́вский (бел. Уладзімір Валер'евіч Леване́ўскі; род. 28 января 1986, Гродно) — общественный деятель, учёный, председатель Стачечного комитета в 2004—2006 гг. Сын бывшего политического заключённого Валерия Левоневского.

## Биография
Владимир Левоневский родился 28 января 1986 года в городе Гродно в многодетной семье. В 2010 году окончил факультет математики и информатики Гродненского государственного университета им. Янки Купалы. Через два года он окончил факультет права и администрации университета имени Адама Мицкевича в Познани, получил учёную степень магистра управления. С 2012 года — докторант на кафедре информационных систем Экономического университета в Познани.

## Общественная деятельность

### Белоруссия
Принимал активное участие в организации акций протеста в защиту прав граждан, организатор митингов и забастовок предпринимателей, заместитель председателя Стачечного комитета предпринимателей Республики Беларусь, заместитель главного редактора общереспубликанского бюллетеня «Предприниматель».
11 ноября 2001 года Владимир вместе с братом Дмитрием был задержан на вещевом рынке «Динамо» в Минске службой безопасности за распространение бюллетеней «Предприниматель» и «Стадион» с информацией о законодательстве, позже версия о причине задержания поменялась — молодых людей задержали для установления личности.
19 июня 2002 года Владимир был задержан сотрудниками милиции на рынке «Центральный» в Гродно — он раздавал письмо предпринимателям, которое его отец написал им из камеры № 4 спецприёмника Октябрьского РОВД г. Гродно.
30 апреля 2004 года был задержан сотрудниками КГБ и милиции в Гродно на рынке «Корона» за распространение листовок. Было составлено два протокола изъятия..
Несколько дней спустя, 3 мая 2004 года, во время проведения очередной акции протеста предпринимателей, Владимир Левоневский был осуждён на 13 суток ареста за организацию митингов (1 мая 2004 и 3 мая 2004 года).
21 июля 2004 года было возбуждено уголовное дело по ст.342 УК Республики Беларусь — «организация несанкционированного митинга» (срок ареста — до 3 лет), однако через неделю с него и отца обвинения были сняты.
13 ноября 2005 года Владимир Левоневский был снова задержан на Центральном рынке города Гродно. Сотрудники милиции изъяли всю имеющуюся у него печатную продукцию (информационный бюллетень «Предприниматель», газета «Биржа Информации»), сославшись на ст. 244 КоАП РБ.
22 декабря 2005 года был задержан сотрудниками милиции на Центральном рынке Гродно за распространение бюллетеня «Предприниматель».. Позже, в феврале 2006 года, власти потребовали от него уплатить штраф..
2 марта 2007 года на рынке «Корона» в Гродно был задержан милицией за распространение информационных материалов о митинге предпринимателей, намеченного на 12 марта.
В 2004—2006 года Владимир Левоневский исполнял обязанности председателя Стачечного комитета. В этот период времени Комитет расширил свою деятельность и активно занимался защитой прав осужденных, требовал от администрации колоний, руководства Департамента исполнения наказаний МВД РБ неукоснительного соблюдения законодательства и соблюдения прав осужденных: реализация их прав на самообразование, занятие спортом, пользование библиотекой и других прав, предусмотренных законом. Стачечный комитет также содействовал организации образовательных кружков и культурно-массовых мероприятий для осуждённых. В июне 2004 года была объявлена акция в поддержку политического заключенного Валерия Левоневского.

### Польша
В 2011—2012 годах Левоневский входил в состав Совета факультета права и администрации Университета имени Адама Мицкевича в качестве представителя от студентов, а также активно сотрудничал с Парламентом Студентов УАМ.
В 2013, 2015 и 2016 году Левоневский был заместителем председателя Совета докторантов Экономического университета в Познани, а в 2013—2015 годах — членом Совета факультета информатики и электронной экономики Экономического университета в Познани, с 2018 года является председателем докторантуры университета. Также в 2013—2018 гг. входит в состав организационных комитетов республиканских и международных научных конференций.

## Наука
Автор более 10 научных публикаций и более 20 презентаций на польских и международных научных конференциях. Области исследований: качество данных в общедоступных популярных базах знаний (Википедия, DBpedia, Викиданные и другие), криптовалюты (в том числе Биткойн). Исследования Левоневского признаны одними из важнейших открытий Википедии и других проектов Викимедии в 2017—2018 годах.

## Награды
- Лучший Международный Докторант 2018 — Интерстудент 2018[28][37][43][44][45][46]
- Лучшая Научная Статья 2017 — 23-я международная конференция по информационным и программным технологиям (ICIST 2017)[47][48]